# Paška vas
Paška vas – wieś w Słowenii, w gminie Šmartno ob Paki. W 2018 roku liczyła 224 mieszkańców.